# NGC 2243
NGC 2243 (другие обозначения — OCL 644, ESO 426-SC16) — рассеянное скопление в созвездии Большой Пёс.
Этот объект входит в число перечисленных в оригинальной редакции «Нового общего каталога».
Является одним из самых бедных металлами рассеянных скоплений в нашей Галактике. Возраст скопления составляет 4 миллиарда лет. Однако в 27 звёздах скопления наблюдается обилие лития, а общее содержание лития в NGC 2243 составляет log n(Li) = 2,70 dex.